# كرم الحنش
كرم الحنش هي إحدى القرى اللبنانية من قرى قضاء صيدا في محافظة الجنوب.

## أعلامها
- إميل مرشد البستاني